# Rhynchodontodes mandarinalis
Rhynchodontodes mandarinalis là một loài bướm đêm trong họ Erebidae.